# Henryk Juliusz de Bourbon-Condé

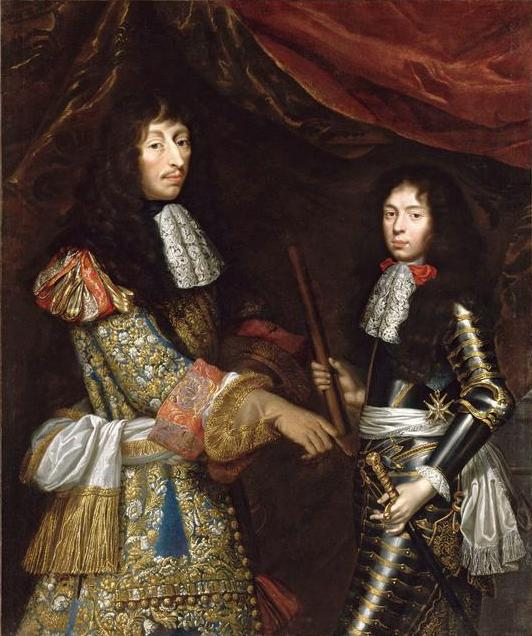
Henryk Juliusz de Condé z ojcem Wielkim Kondeuszem

Henryk Juliusz de Bourbon-Condé (fr. Henri Jules de Bourbon) (ur. 29 lipca 1643 w Paryżu, zm. 1 kwietnia 1709 tamże) – francuski arystokrata diuk d'Albret i d’Enghien, piąty książę de Condé od 1686, par Francji, pierwszy książę krwi.
Był synem Wielkiego Kondeusza i Claire Clémence de Maillé. Nazywano go powszechnie Monsieur le Prince.
W 1660 król Polski Jan Kazimierz Waza bezskutecznie zamierzał przeprowadzić jego elekcję vivente rege w Rzeczypospolitej. 2 lutego 1668 został brygadierem kawalerii, 20 kwietnia 1672 marszałkiem polnym a 3 kwietnia 1673 generałem-lejtnantem wojsk francuskich.

## Potomstwo
11 grudnia 1663, Henryk Juliusz poślubił Annę Henriettę, córkę Edwarda Wittelsbacha księcia Palatynatu-Simmern (znaną jako Annę Bawarską). Mieli razem dziesięcioro dzieci:
- Henryk, diuk de Bourbon (1667–1670),
- Ludwik III, diuk de Montmorency, później diuk de Bourbon, później ksiażę de Condé (1668–1710),
- Ludwik Henryk, hrabia de Clermont (1672–1675),
- Ludwik-Henryk, hrabia de la Marche (1673–1675),
- Maria Teresa, panna de Bourbon (1666–1732), w 1688 poślubiła swojego kuzyna – Franciszka Ludwika, księcia de Conti,
- Anna, panna d’Enghien (1670–1675),
- Anna Maria, panna d’Enghien, później panna de Condé (1675–1700),
- Ludwika Benedykta, panna d’Enghien, później panna de Charolais (1676–1753), od 1692 żona Ludwika Augusta, diuka du Maine (nieślubnego syna króla Ludwika XIV),
- Maria Anna, panna de Montmorency, później panna d’Enghien (1678–1718), żona Ludwika Józefa, diuka de Vendôme,
- córkę de Bourbon, panna de Clermont (1679–1680).

## Charakter
Louis de Rouvroy, książę de Saint-Simon (Pamiętniki) pisał, że był to człowiek mikrego wzrostu, lecz olbrzymiej energii, wykształcony i inteligentny, jednak chorobliwie zazdrosny o swą uległą i głupią żonę, którą czasem nawet bił i kopał. Nigdy nie wiedział, co będzie danego dnia robił; zawsze czekały nań cztery obiady: w Paryżu, w Chantilly, w Ecouen i w miejscu pobytu dworu (np. w Marly). Sam książę najchętniej przebywał w Chantilly, którą to posiadłość stale upiększał. Nigdy nie podejmował gości ze skąpstwa. W młodszym wieku z ogromną energią kokietował damy.